# 相空間

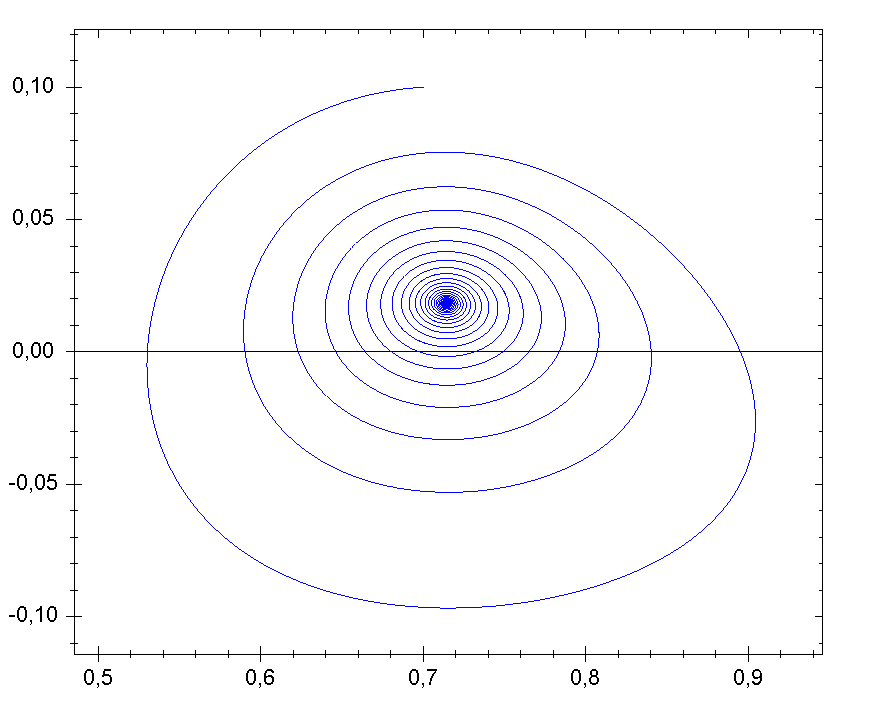
一具有收斂穩定性的動態系統之相空間

在數學與物理學中，相空間（英語：phase space）是一個用以表示出一系統所有可能狀態的空間；系統每個可能的狀態都有一相對應的相空間的點。

## 歷史
約瑟夫·劉維爾首先於1838年在表述劉維定理的論文裡涉及到相空间的概念，證實了相空間的體積守恆，但是他並不知道劉維定理可以應用於動力學問題。後來，卡爾·雅可比與路德维希·玻尔兹曼分別在發展力學理論與氣體運動論時應用到相空間，並且引述了劉維定理的論文為參考文獻。玻尔兹曼的學生保羅·埃倫費斯特在為一本1911年出版的百科全書撰寫文章時，最先提出相空間這術語。

## 概述
以力學系統來說，相空間通常是由位置變數以及動量變數所有可能值所組成。將位置變數與動量變數畫成時間的函數有時稱為相空間圖，簡稱「相圖」（phase diagram）。然而在物質科學（physical sciences）中，「相圖」這詞更常是留給一化學系統用以表示其熱力學相態多種穩定性區域的圖表，為壓力、溫度及化學組成等等之函數。
在一相空間中，系統的每個自由度或參數可以用多維空間中的一軸來代表。對於系統每個可能的狀態，或系統參數值允許的組合，可以在多維空間描繪成一個點。通常這樣的描繪點連接而成的線可以類比於系統狀態隨著時間的演化。最後相圖可以代表系統可以存在的狀態，而它的外型可以輕易地闡述系統的性質，這在其他的表示方法則不那麼顯明。一相空間可有非常多的維度。舉例來說，一氣體包含許多分子，每個分子在x、y、z方向上就要有3個維度給位置與3個維度給速度，可能還需要額外的維度給其他的性質。
在古典力學中，相空間坐標由廣義坐標qi以及其共軛的廣義動量pi所組成。研究由許多系統所構成的系綜在此空間中的運動是屬於古典統計力學的範疇。